# ACクリエイト
ACクリエイト株式会社（エーシークリエイト、英: AC CREATE Co.,Ltd.）は、東京都港区に本社を置く日本の企業。主に海外映画やドラマの日本語版字幕・吹き替え制作、ゲーム音声の制作などポストプロダクション業務を手掛ける。
日本音声製作者連盟に加盟。

## 概要
1983年8月1日、字幕翻訳家である菊地浩司によって設立。当時はデジタル技術の揺籃期であり、モニターを使用しての字幕編集や吹き替え制作の仕事に興味を持った菊地の意欲が高じて発足したという。
社名の由来は、かつて菊地が経営した英会話教室「Apple English Club」の頭文字から。
多くの外画で字幕や吹き替えの制作を行う。レンタルビデオの普及に伴い発展した企業である為、ソフト用や劇場公開用の字幕・吹き替えを手掛ける機会が多い。また、『アサシン クリード』シリーズや『ゴースト・オブ・ツシマ』などゲームの日本語版制作も手掛ける。
主要な取引先はウォルト・ディズニー・ジャパンやNBCユニバーサル・エンターテイメントジャパン、NHKエンタープライズ、エレクトロニック・アーツ、ギャガ、ソニー・ピクチャーズ エンタテインメント、ワーナー・ブラザースなど。近年はNetflixのポストプロダクション業務を請け負う「Post Partner Program」にも認定された。
2008年以降は社内に映画関連書籍の出版部門も立ち上げており、「AC BOOKS」（エーシーブックス）レーベルで様々な本を出版している。また、社内で翻訳者など後進の育成も行っている。

## スタッフ

### 現在
- 菊地浩司（字幕翻訳家）- 創業者・代表取締役→相談役
- 打越領一（演出家）
- 藤本直樹（演出家）
- 北浦祥子（調整）
- ジョン・タナー(営業）

### 過去
- 中野洋志（演出家）- 元取締役→フリー・同社初の演出家でもある。
- 乃坂守蔵（演出家）- 元取締役→フリー
- 岩見純一（演出家）- 元取締役→フリー
- 山本洋平（演出家・調整）- →フリー
- 手塚孝太郎（調整）- →HALF H・P STUDIO

## ACスタジオ
1998年、東京都港区浜松町に設立。3つのアフレコスタジオと1つの編集室、簡易収録スタジオを備える。
- A-Studio
- B-Studio
- C-Studio
- Onarimon Studio
- Apple Edit Room ※使用機材：Adobe Premiere・Final Cut Pro・Avid Media Composer

## 主な参加作品
※特筆のない場合、字幕・吹き替え制作や音響制作

### 映画
※特筆のない場合、劇場公開版・ソフト版の制作
- アバター
- アンチャーテッド
- グーニーズ
- クロコダイル・ダンディー in L.A.
- スパイダーマンシリーズ（トム・ホランド主演）
  - スパイダーマン:ホームカミング
  - スパイダーマン:ファー・フロム・ホーム
  - スパイダーマン:ノー・ウェイ・ホーム
- ターミナル・ベロシティ
- ターミネーター:ニュー・フェイト
- ダイ・ハード4.0
- ダイ・ハード/ラスト・デイ
- デッドプール
- デッドプール2
- マルコビッチの穴
- バイオハザードシリーズ
  - バイオハザードII アポカリプス
  - バイオハザードIII
  - バイオハザードIV アフターライフ
  - バイオハザードV リトリビューション
  - バイオハザード: ザ・ファイナル
- パイレーツ・オブ・カリビアンシリーズ
  - パイレーツ・オブ・カリビアン/呪われた海賊たち
  - パイレーツ・オブ・カリビアン/デッドマンズ・チェスト
  - パイレーツ・オブ・カリビアン/ワールド・エンド
  - パイレーツ・オブ・カリビアン/最後の海賊
- フィフス・エレメント ※日本テレビ版
- フォードvsフェラーリ
- マスク
- 身代金
- 隣人は静かに笑う
- ザ・ロック
- PLANET OF THE APES/猿の惑星

### ドラマ
- アンブレラ・アカデミー
- ニミュエ 選ばれし少女
- ザ・ボーイズ
- NCIS 〜ネイビー犯罪捜査班
- SUITS/スーツ

### アニメーション
- あの夏のルカ
- おさるのジョージ
- おもちゃの国を救え!
- おやゆび姫 サンベリーナ
- ザ・シンプソンズ MOVIE
- シュレック
- ナイトメアー・ビフォア・クリスマス
- ビーストウォーズ 超生命体トランスフォーマー
- ペンギン物語〜きらきら石のゆくえ〜
- ボス・ベイビー
- マイリトルポニー

### ゲーム
- アサシン クリード
- アンチャーテッド 古代神の秘宝
- アンチャーテッド 海賊王と最後の秘宝
- エーペックスレジェンズ
- 荒野行動
- ゴースト・オブ・ツシマ
- ゴッド・オブ・ウォー
- Ghostwire: Tokyo

### 音声ガイド
- イカゲーム
- GREAT PRETENDER
- 七つの大罪
- テルマエ・ロマエ ノヴァエ
- 攻殻機動隊 SAC_2045
- 古見さんは、コミュ症です。
- 二ノ国

### 国内アニメ
- バニパルウィット 突然!猫の国
- その気にさせてよmyマイ舞
- お元気クリニック Vol.1～3